# Wohn- und Wirtschaftsgebäude Barcheler Straße 43
Das Wohn- und Wirtschaftsgebäude Barcheler Straße 43 in der niedersächsischen Gemeinde Oerel, Ortsteil Barchel, wurde in der ersten Hälfte des 19. Jahrhunderts gebaut. Aktuell (2025) wird es zum Wohnen und gewerblich genutzt.
Das Gebäude steht unter Denkmalschutz (siehe auch Liste der Baudenkmale in Oerel).

## Geschichte und Beschreibung
Oerel wurde erstmals 937 erwähnt und Barchel im 14. Jahrhundert. Beide Orte gehören zur heutigen Samtgemeinde Geestequelle im Landkreis Rotenburg (Wümme).
Das eingeschossige traufständige Wohn- und Wirtschaftsgebäude als Zweiständer-Hallenhaus mit Unterrähmzimmerung, in Fachwerk mit Steinausfachungen, Satteldach, senkrechter Verbretterung der oberen Giebeldreiecke, Ladeluke und der Grooten Door mit Korbbogen wurde 1838 (Inschrift) als Rauchhaus gebaut.
Das Landesdenkmalamt befand u. a.: „… ein regionstypisches Hallenhaus der ersten Hälfte des 19. Jahrhunderts in Zweiständerkonstruktion ….“